# Лёнкин, Александр Николаевич
Алекса́ндр Никола́евич Лёнкин (1916, Карагуж, Покровская волость, Бийский уезд, Томская губерния, Российская империя — 1964, Козловка, Чувашская АССР, РСФСР, СССР) — участник Великой Отечественной войны, Герой Советского Союза.

## Биография
Родился 25 декабря 1916 года в селе Карагуж Покровской волости Бийского уезда Российской империи, позже Старобардинского (ныне — Красногорского) района Алтайского края, в крестьянской семье. Русский.
В 1924 году пошёл в школу. В 1927 году семья Лёнкиных переехала в город Горно-Алтайск, где Александр в 1932 году окончил 7 классов Ойрот-Туринской средней школы и продолжил учиться в техникуме молочной промышленности.
С 1933 по 1935 годы работал на золотых приисках каталем и забойщиком. Потом вернулся в село Ойрот-Тура, где был бухгалтером местного райлесхоза.
В 1937—1939 годах служил в рядах Красной Армии. Участвовал в боях у озера Хасан в 1938 году. Срочную армейскую службу прошёл рядовым бойцом, а затем сержантом в кавалерийском эскадроне.
Великую Отечественную войну начал конником. В сентябре 1941 года на Черниговщине Лёнкин с группой бойцов попал в окружение. В октябре, продвигаясь к линии фронта, в Спадщанском лесу вблизи Рыльска встретился с партизанами Путивльского отряда под командованием С. А. Ковпака и был зачислен в отряд разведчиком-конником. Здесь он провёл рейды по Брянским лесам, на Правобережную Украину, в Карпаты, Польшу, Чехословакию. Член ВКП(б)/КПСС с 1945 года.
В 1947 году уволен в запас. Поступил в Московский институт повышения квалификации работников лесной промышленности, который окончил в 1952 году.
С 1954 по 1957 был директором Медведевского Леспромхоза Марийской АССР.
С 1961 по 1964 годы работал директором Козловского домостроительного завода в городе Козловка (Чувашия).
Постановлением Госсовета ПНР от 17.01.1964 за номером 0/27 был удостоен Золотого Креста ордена Virtuti Militari.
Умер 22 июля 1964 года от рака желудка. Похоронен в городе Козловка.

## Семья
В Козловке его жена — Клавдия Порфирьевна, дочь Татьяна и сыновья — Юрий и Дмитрий.

## Награды
- Указом Президиума Верховного Совета СССР от 7 августа 1944 года за проявленные мужество и героизм в борьбе против немецко-фашистских захватчиков Лёнкину Александру Николаевичу присвоено звание Героя Советского Союза с вручением ордена Ленина и медали «Золотая Звезда» (№ 4328).
- Награждён ещё одним орденом Ленина, орденом Красного Знамени, орденом Трудового Красного Знамени, медалями.

## Память
- Именем героя названы улицы в Козловке и Горно-Алтайске[5].
- Имя А.Н. Лёнкина в 1974—1991 годах носила пионерская дружина средней школы № 41 города Новосибирска. В этой школе функционирует Музей боевой славы партизан-сибиряков имени Александра Лёнкина.
- В Спадщанском лесу под городом Путивль (Сумская область) на аллее Героев установлен бюст А. Н. Лёнкина[6].
- В городе Козловка Чувашской Республики возле Дома культуры установлен бюст А. Н. Лёнкина. Ранее он находился на территории Козловского ордена «Знак Почёта» комбината автофургонов (бывший домостроительный комбинат), где работал Александр Николаевич[7].